# HD 104337
HD 104337，又名BD-18 3295，SAO 157042、HR 4590，是一颗恒星，视星等为5.26，位于銀經286.92，銀緯41.63，其B1900.0坐标为赤經11h 55m 44.2s，赤緯-19° 41.63′ 8″。